# Ixtac Zoquitlán
Ixtac Zoquitlán är en kommunhuvudort i Mexiko.   Den ligger i kommunen Ixtaczoquitlán och delstaten Veracruz, i den sydöstra delen av landet, 230 km öster om huvudstaden Mexico City. Ixtac Zoquitlán ligger 1 130 meter över havet och antalet invånare är 23 522.
Terrängen runt Ixtac Zoquitlán är kuperad åt nordost, men åt sydväst är den bergig. Terrängen runt Ixtac Zoquitlán sluttar österut. Runt Ixtac Zoquitlán är det mycket tätbefolkat, med 1 361 invånare per kvadratkilometer. Närmaste större samhälle är Orizaba, 3,9 km väster om Ixtac Zoquitlán. Trakten runt Ixtac Zoquitlán består till största delen av jordbruksmark.